# کومرتاو
شهر کومرتاو (به روسی: Кумертау) در کشور روسیه و در جمهوری باشقیرستان واقع شده‌است.